# Кениг, Минерва
Минерва Кениг (англ. Minerva Koenig, род. 1960) — американская писательница из Техаса, написавшая детективную серию о Джулии Калас, изданную издательством «Минотавр Святого Мартина». Калас — невысокая, полная вдова мафиози смешанного этнического происхождения, около 30 лет, которую Федеральная программа защиты свидетелей США отправила в вымышленный маленький городок Азула, штат Техас, после того, как её муж был убит Арийским Братством.
«Девять дней», первая книга серии, вышла в сентябре 2014 года. «Юг из ниоткуда» была выпущена в феврале 2016 года и была включена в «Контрольный список» рекомендуемых книг на февраль 2016 года журнала Texas Monthly. 
Работы Кениг часто затрагивают вопросы феминизма, расизма и пограничной политики Техаса. Она появлялась на ряде книжных фестивалей, включая Техасский книжный фестиваль.
Кениг родилась в Беркли, Калифорния, и выросла в Галвестоне, штат Техас. Она архитектор.